# Sporophila murallae
Sporophila murallae е вид птица от семейство Тангарови (Thraupidae).

## Разпространение
Видът е разпространен в Бразилия, Еквадор, Колумбия и Перу.